# Eric Forth
Eric Forth (n. 9 septembrie 1944 – d. 17 mai 2006) a fost un om politic britanic, membru al Parlamentului European în perioada 1979-1984 din partea Regatului Unit. 
1. ↑   http://news.bbc.co.uk/1/hi/uk_politics/4993000.stm Lipsește sau este vid: |title= (ajutor)
2. 1 2 3  TheyWorkForYou
3. 1 2 3  Hansard 1803–2005
4. ↑  Deputații în Parlamentul European